# Cristiano Filippo di Waldeck e Pyrmont
Cristiano Filippo di Waldeck e Pyrmont (Kleinern, 13 ottobre 1701 – Mannheim, 17 maggio 1728) è stato principe di Waldeck e Pyrmont dal gennaio al maggio del 1728.

## Biografia
Cristiano Filippo di Waldeck e Pyrmont nacque ad Edertal il 13 ottobre 1701. era il figlio primogenito del Principe Federico Antonio Ulrico di Waldeck e Pyrmont (1676-1728) e della Principessa Luisa di Birkenfled-Bichwiller (1678-1753).
Divenne Principe di Waldeck e Pyrmont alla morte del padre nel gennaio 1728, rimanendo in carica solo per pochi mesi, in quanto venne colpito da una malattia che lo uccise nel maggio di quello stesso anno, mentre si trovava a soggiornare a Mannheim.
Cristiano Filippo non contrasse mai matrimonio e non ebbe figli e per questo motivo, alla sua morte, gli succedette il fratello minore Carlo Augusto Federico.

## Ascendenza
|                                                    |                                                   |                                               | Genitori                                |  |  | Nonni |  |  | Bisnonni               |  |  | Trisnonni                      |  |
|                                                    |                                                   |                                               |                                         |  |  |       |  |  | Filippo VII di Waldeck |  |  | Cristiano di Waldeck-Wildungen |  |
|                                                    |                                                   |                                               |                                         |  |  |       |  |  | Filippo VII di Waldeck |  |  | Cristiano di Waldeck-Wildungen |  |
|                                                    |                                                   | Isabella di Nassau-Siegen                     |                                         |  |  |       |  |  | Filippo VII di Waldeck |  |  |                                |  |
| Cristiano Luigi di Waldeck                         |                                                   |                                               |                                         |  |  |       |  |  | Filippo VII di Waldeck |  |  |                                |  |
|                                                    |                                                   | Anna Caterina di Sayn-Wittgenstein            | Ludovico II di Sayn-Wittgenstein        |  |  |       |  |  |                        |  |  |                                |  |
|                                                    |                                                   | Anna Caterina di Sayn-Wittgenstein            | Ludovico II di Sayn-Wittgenstein        |  |  |       |  |  |                        |  |  |                                |  |
|                                                    |                                                   | Anna Caterina di Sayn-Wittgenstein            | Isabella Giuliana de Solms-Braunfels    |  |  |       |  |  |                        |  |  |                                |  |
| Federico Antonio Ulrico di Waldeck e Pyrmont       |                                                   | Anna Caterina di Sayn-Wittgenstein            |                                         |  |  |       |  |  |                        |  |  |                                |  |
|                                                    |                                                   | Giorgio Federico di Rappoltstein              | Eberardo di Rappoltstein                |  |  |       |  |  |                        |  |  |                                |  |
|                                                    |                                                   | Giorgio Federico di Rappoltstein              | Eberardo di Rappoltstein                |  |  |       |  |  |                        |  |  |                                |  |
|                                                    |                                                   | Giorgio Federico di Rappoltstein              | Anna di Salm                            |  |  |       |  |  |                        |  |  |                                |  |
| Anna Isabella di Rappoltstein                      |                                                   | Giorgio Federico di Rappoltstein              |                                         |  |  |       |  |  |                        |  |  |                                |  |
|                                                    |                                                   | Isabella Carlotta di Solms-Sonnenwalde        | Enrico Guglielmo I di Solms-Sonnenwalde |  |  |       |  |  |                        |  |  |                                |  |
|                                                    |                                                   | Isabella Carlotta di Solms-Sonnenwalde        | Enrico Guglielmo I di Solms-Sonnenwalde |  |  |       |  |  |                        |  |  |                                |  |
|                                                    |                                                   | Isabella Carlotta di Solms-Sonnenwalde        | Maria Maddalena di Oettingen-Oettingen  |  |  |       |  |  |                        |  |  |                                |  |
| Cristiano Filippo di Waldeck e Pyrmont             |                                                   | Isabella Carlotta di Solms-Sonnenwalde        |                                         |  |  |       |  |  |                        |  |  |                                |  |
|                                                    | Cristiano I del Palatinato-Birkenfeld-Bischweiler | Carlo I del Palatinato-Zweibrücken-Birkenfeld |                                         |  |  |       |  |  |                        |  |  |                                |  |
|                                                    | Cristiano I del Palatinato-Birkenfeld-Bischweiler | Carlo I del Palatinato-Zweibrücken-Birkenfeld |                                         |  |  |       |  |  |                        |  |  |                                |  |
|                                                    | Cristiano I del Palatinato-Birkenfeld-Bischweiler | Dorotea di Brunswick-Lüneburg                 |                                         |  |  |       |  |  |                        |  |  |                                |  |
| Cristiano II del Palatinato-Zweibrücken-Birkenfeld | Cristiano I del Palatinato-Birkenfeld-Bischweiler |                                               |                                         |  |  |       |  |  |                        |  |  |                                |  |
|                                                    |                                                   | Maddalena Caterina del Palatinato-Zweibrücken | Giovanni II del Palatinato-Zweibrücken  |  |  |       |  |  |                        |  |  |                                |  |
|                                                    |                                                   | Maddalena Caterina del Palatinato-Zweibrücken | Giovanni II del Palatinato-Zweibrücken  |  |  |       |  |  |                        |  |  |                                |  |
|                                                    |                                                   | Maddalena Caterina del Palatinato-Zweibrücken | Caterina di Rohan                       |  |  |       |  |  |                        |  |  |                                |  |
| Luisa del Palatinato-Zweibrücken-Birkenfeld        |                                                   | Maddalena Caterina del Palatinato-Zweibrücken |                                         |  |  |       |  |  |                        |  |  |                                |  |
|                                                    |                                                   | Giovanni Giacomo di Rappoltstein              | Eberardo di Rappoltstein                |  |  |       |  |  |                        |  |  |                                |  |
|                                                    |                                                   | Giovanni Giacomo di Rappoltstein              | Eberardo di Rappoltstein                |  |  |       |  |  |                        |  |  |                                |  |
|                                                    |                                                   | Giovanni Giacomo di Rappoltstein              | Anna di Salm                            |  |  |       |  |  |                        |  |  |                                |  |
| Caterina Agata di Rappoltstein                     |                                                   | Giovanni Giacomo di Rappoltstein              |                                         |  |  |       |  |  |                        |  |  |                                |  |
|                                                    |                                                   | Isabella Carlotta di Solms-Sonnenwalde        | Enrico Guglielmo I di Solms-Sonnenwalde |  |  |       |  |  |                        |  |  |                                |  |
|                                                    |                                                   | Isabella Carlotta di Solms-Sonnenwalde        | Enrico Guglielmo I di Solms-Sonnenwalde |  |  |       |  |  |                        |  |  |                                |  |
|                                                    |                                                   | Isabella Carlotta di Solms-Sonnenwalde        | Maria Maddalena di Oettingen-Oettingen  |  |  |       |  |  |                        |  |  |                                |  |
|                                                    |                                                   | Isabella Carlotta di Solms-Sonnenwalde        |                                         |  |  |       |  |  |                        |  |  |                                |  |